# Kiaran z Saigir
Kiaran z Saigir, również Kieran (ur. na Cape Clear, zm. ok. 530 w Saigir) – irlandzki biskup i opat, jeden z dwunastu apostołów Irlandii, święty Kościoła katolickiego.
Był pierwszym biskupem diecezji Ossory i założycielem klasztoru w Saigir, dzis. Seir-Kieran. Współpracował ze św. Patrykiem.
Jest patronem diecezji Ossory.
Jego wspomnienie liturgiczne obchodzone jest 5 marca.